# Edgar Martínez (calciatore)
Edgar Leonardo Martínez Fracchia (Montevideo, 26 gennaio 1979) è un allenatore di calcio ed ex calciatore uruguaiano, di ruolo difensore.

## Caratteristiche tecniche
Era un difensore centrale.

## Carriera
Ha giocato nella prima divisione dei campionati uruguaiano, costaricano, cinese e colombiano.